# Brachiaria deflexa
Espèce
Brachiaria deflexa, le fonio à grosses graines, est une espèce de plantes monocotylédones de la famille des Poaceae, sous-famille des Panicoideae, originaire des régions tropicales de l'Ancien Monde.
Ce sont des plantes herbacées annuelles, cespiteuses, aux tiges (chaumes) dressées de 15 à 70 cm de long.
Cette espèce fait partie du groupe des krebs, graminées sauvages faisant l'objet de cueillette à des fins alimentaires dans la région sahélienne, cependant une variété domestiquée est cultivée dans le Fouta-Djalon. C'est aussi une mauvaise herbe (adventice) dont la présence dans les cultures est parfois tolérée, voire encouragée.

## Synonymes
Selon Catalogue of Life (26 juin 2017) :
- Brachiaria clavuliseta Chiov.
- Brachiaria deflexa var. sativa Portères
- Brachiaria glycerioides Chiov.
- Brachiaria regularis (Nees) Stapf
- Brachiaria stapfiana Basappa & Muniy.
- Panicum clavulisetum Chiov.
- Panicum deflexum Schumach.
- Panicum glycerioides Chiov.
- Panicum nudiglume Hochst.
- Panicum petiveri var. nudiglume (Hochst.) Chiov.
- Panicum petiveri var. robustissimum Chiov.
- Panicum ramosum var. deflexum (Schumach.) Peter
- Panicum regulare Nees
- Panicum ruprechtii E.Fourn. ex Hemsl.
- Panicum sorghi Delile, nom. nud.
- Pseudobrachiaria deflexa (Schumach.) Launert
- Urochloa deflexa (Schumach.) H.Scholz